# El misterio del Dr. Fu Manchú

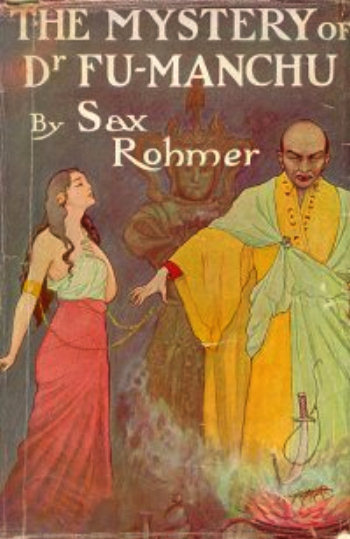
Portada del libro The Mystery of Dr. Fu Manchu (1913)

El misterio del Dr. Fu Manchú (1913) es la primera novela de la serie de novelas de Sax Rohmer sobre el Dr. Fu Manchu (a veces solo nombrado como "Fu-Manchu"). Recopila varios cuentos publicados el año anterior. La novela fue publicada en Estados Unidos también en nosotros bajo el título El Siniestro Dr. Fu Manchú (The Insidious Dr. Fu Manchu en el original).

## Resumen del guion
Al principio del libro conocemos al Dr Petrie, que inmediatamente es sorprendido por un visitante nocturno, un hombre alto, que pareciera hacer sido... cortado con un molde cuadrado... Quemado por el sol, que resulta para ser su buen amigo, (Comisario Sir Denis) Nayland Smith de Burma, miembro de Scotland Yard, que ha venido directamente de Birmania. Luego nos enteramos de que varios hombres asociados con la India son el blanco de asesinato del Doctor Chino Fu Manchú, que parece haber sido activo en Burma (para diferenciarla de la India), en lugares tales como Rangún, Prome, Moulmein y el Irrawaddy y que viene a Inglaterra con bandoleros de la India y thuggees.
Fu Manchú es perseguido de los fumaderos de opio de Limehouse, al este de Londres y a través de varios condados. Se nos dice que el Dr. Fu Manchú es miembro destacado, si bien no de la "China Antigua" o de la clase mandarín de la dinastía Manchu, sino de la "Joven China", una nueva generación de "juveniles y desequilibrados reformistas" que usan la "política occidental", una especie de "Tercer Partido". 
Fu Manchú es un Maestro Envenenador y químico, un astuto miembro del Peligro Amarillo, "El mayor genio que los poderes del mal han puesto sobre la tierra desde hace siglos", aunque su misión no es clara en este momento. Parece estar tratando de capturar y llevar a China a los mejores ingenieros de Europa, por algún propósito criminal más grande.
Al final del libro, Karamaneh la esclava de Fu Manchú, una mujer árabe, se ha enamorado del Dr. Petrie y ella y su hermano Abdelaziz, se liberan y el Inspector Weymouth, vuelto loco por una inyección de suero de Fu Manchú, es vuelto a la razón por Fu Manchú, que al parecer ha escapado de un incendio que destruye la casa que previamente había entrado.